# Giải quần vợt Wimbledon 2023 - Đôi xe lăn quad
Sam Schröder và Niels Vink là đương kim vô địch và bảo vệ thành công danh hiệu, đánh bại Heath Davidson và Robert Shaw trong trận chung kết, 7–6(7–5), 6–0.

## Hạt giống
1. Sam Schröder /  Niels Vink (Vô địch)
2. Heath Davidson /  Robert Shaw (Chung kết)

## Kết quả

### Từ viết tắt
| - Q = Vòng loại - WC = Đặc cách - LL = Thua cuộc may mắn - Alt = Thay thế - SE = Miễn đặc biệt | - PR = Bảo toàn thứ hạng - w/o = Thắng nhờ đối thủ rút lui trước trận đấu - r = Bỏ cuộc giữa trận đấu - d = Bị xử thua - SR = Xếp hạng đặc biệt |

### Chung kết
|  | Bán kết | Bán kết                        | Bán kết | Bán kết                    | Bán kết |                         |    | Chung kết | Chung kết | Chung kết | Chung kết | Chung kết |  |
|  |         |                                |         |                            |         |                         |    |           |           |           |           |           |  |
|  | 1       | Sam Schröder Niels Vink        | 6       | 6                          |         |                         |    |           |           |           |           |           |  |
|  | 1       | Sam Schröder Niels Vink        | 6       | 6                          |         |                         |    |           |           |           |           |           |  |
|  |         | Andy Lapthorne Donald Ramphadi | 0       | 3                          |         |                         |    |           |           |           |           |           |  |
|  |         | Andy Lapthorne Donald Ramphadi | 0       | 3                          | 1       | Sam Schröder Niels Vink | 7  | 6         |           |           |           |           |  |
|  |         |                                |         |                            |         | Sam Schröder Niels Vink | 7  | 6         |           |           |           |           |  |
|  |         |                                | 2       | Heath Davidson Robert Shaw | 65      | 0                       |    |           |           |           |           |           |  |
|  |         | Gregory Slade David Wagner     | 2       | Heath Davidson Robert Shaw | 65      | 0                       | 64 | 2         |           |           |           |           |  |
|  |         |                                |         |                            |         |                         |    | 2         |           |           |           |           |  |
|  | 2       | Heath Davidson Robert Shaw     | 7       | 6                          |         |                         |    |           |           |           |           |           |  |